# William Bernard McCabe
Pour les articles homonymes, voir McCabe.
William Bernard McCabe (23 novembre 1801 - 8 décembre 1891) est un auteur irlandais de romans historiques.

## Biographie
Né à Dublin, il travaille comme journaliste pour des journaux locaux avant de déménager à Londres en 1833. Il y est employé par The Morning Chronicle et The Morning Herald pour couvrir les débats parlementaires et faire la revue de nouveaux romans.
Il publie A Catholic History of England (« Une histoire catholique de l'Angleterre ») en 1847-54. Les romans historiques de McCabe incluent Florine, Princess of Burgundy (1855), sur la vie de Florine de Bourgogne, et Adelaide, Queen of Italy (1856), sur celle d'Adélaïde de Bourgogne. À sa retraite, il vit en Bretagne.